# Chocianów
Chocianów é um município da Polônia, na voivodia da Baixa Silésia e no condado de Polkowice. Estende-se por uma área de 7,31 km², com 8 074 habitantes, segundo os censos de 2016, com uma densidade de 897,1 hab/km².